# Édouard Morisson de La Bassetière
Jean-Baptiste-Henri-Édouard Morisson de La Bassetière (9 mars 1825, Saint-Julien-des-Landes - 23 octobre 1885, Saint-Julien-des-Landes), est un homme politique français.

## Biographie
Son père et son grand-père paternel sont conseillers généraux de la Vendée et maires de Saint-Julien-des-Landes et son grand-père maternel, Joseph François Mieulle, est député. Riche propriétaire vendéen, très attaché à la cause royaliste et catholique, il est porté sur la liste conservatrice de la Vendée, le 8 février 1871, et élu représentant à l'Assemblée nationale. Il siège à l'extrême droite et coopère à toutes les tentatives de restauration monarchique.
Il est des membres de la droite qui contribuent, le 16 mai 1874, au renversement du ministère de Broglie, et, dès lors, il fait partie le plus souvent de la minorité, refusant de se rallier, comme un grand nombre de ses collègues de la droite, à la République constitutionnelle dont on préparait l'établissement. Il repousse en effet, le 30 janvier 1875, l'amendement Wallon, ainsi que l'ensemble de la Constitution, le 25 février de la même année.
Les élections du 20 février 1876 le renvoient à la Chambre des députés ; il y représente la 1re circonscription des Sables-d'Olonne. Candidat officiel du gouvernement après la dissolution de la Chambre, il est réélu. 
Édouard de la Bassetière est encore réélu le 21 août 1881 ; il continue de combattre à l'extrême droite de l'Assemblée, pour les mêmes doctrines politiques et religieuses. Après le rétablissement du scrutin de liste, il figure avec succès, aux élections du 4 octobre 1885, parmi les candidats conservateurs et royalistes du département de la Vendée ; mais, élu le 1er sur 7, il a à peine le temps de prendre séance et meurt aussitôt.
Beau-frère de Henri Le Loup de La Biliais, il est le père de Louis Morisson de La Bassetière.

## Sources
- « Édouard Morisson de La Bassetière », dans Adolphe Robert et Gaston Cougny, Dictionnaire des parlementaires français, Edgar Bourloton, 1889-1891 [détail de l’édition]